# Edwin Hodge
Edwin Martel Basil (Eddie) Hodge (Jacksonville (North Carolina), 26 januari 1985) is een Amerikaanse acteur die op een leeftijd van drie jaar met zijn familie verhuisde naar New York inclusief zijn broer de acteur Aldis Hodge. 
Edwin Hodge wil niet graag als een bepaald type neergezet worden en voelt zich thuis in diverse genres van het acteren, zoals Frat-boy-komedies, de serie (De Alamo), een thriller zoals All Boys Love Mandy Lane. Hodge speelde als negenjarige al een rol in ShowBoat in de revival van 1994 op Broadway. Later was als 17jarige jongeman een van zijn eerste rollen in het drama Coastlines (2002), en in hetzelfde jaar gastbijdragen bij series als Angel en Touched by an Angel. In 2004 verscheen hij in de door critici geprezen serie Jack & Bobby, daarna had hij rollen in de televisiefilm Fighting the Odds: The Marilyn Gambrell Story (2005) en het tienerdrama Debating Robert Lee (2006).
In zijn vrije tijd gaat Hodge (die in Los Angeles woont) graag basketball spelen, klimmen,
de bowlingzaal bezoeken en motorrijden. 

## Filmografie en televisie (selectie)
- The Tomorrow War 2021, als Dorian
- The Purge: Election Year 2016, als Dante Bishop
- The Purge: Anarchy 2014, als Dante Bishop
- The Purge 2013, als Dante Bishop
- Bones (1 aflevering) 2009, als Robert Hooper
- Heroes (1 aflevering) 2009, als Jonge Charles Deveaux
- Ghost Whisperer (1 aflevering) 2009,  als John
- Mental (3 afleveringen) 2009, als Malcolm Darius Washington
- All the Boys Love Mandy Lane 2006, als Bird
- Grey's Anatomy (1 aflevering) 2006,  als Greg
- Invasion (4 afleveringen) 2006,  als Brett
- Fighting the Odds: The Marilyn Gambrell Story 2005, als Darnell
- Cold Case (1 aflevering) 2005, als Vaughan Buble
- Jack & Bobby (5 afleveringen) 2004-2005, als Marcus Ride
- The Alamo 2004, als Joe
- Touched by an Angel (1 aflevering) 2003,  als Jesse
- National Lampoon Presents Dorm Daze 2003, als Tony
- Grounded for Life (1 aflevering) 2001, als Guy
- Boston Public (13 afleveringen) 2001-2002, als Jamaal Crenshaw
- Big Momma's House 2000, als 1e basketbal tiener
- Angel (1 aflevering 2000, als Kennan)
- The Long Kiss Goodnight 1996, als Todd Henessey
- 7th Heaven (1 aflevering) 1998, als Guy
- Die Hard with a Vengeance 1995, als Dexters vriend
- New York Undercover (1 aflevering) 1995,  als Memo

- Bibliothèque nationale de France: cb169413295 (data)
- Library of Congress Control Number: n2016047253
- Système universitaire de documentation: 242121411
- Virtual International Authority File: 314786007
- WorldCat: E39PBJwMH6bf7MFTmfGCtTB773